# 甜菊屬
甜菊屬（學名：Stevia）是菊目菊科的一属，擁有約261個草本植物和灌木物種，原產於北美洲西部和南美洲的亞熱帶和熱帶地區。本屬中的物种之一甜葉菊（S. rebaudiana）因其葉子生产甜菊糖而廣為栽種。甜菊糖是常見的甜精和代糖，它的甜味擴散較慢、持續時間比食糖長，但部分高濃度萃取物帶有苦澀或類似甘草口感的餘韻。
甜菊可提煉出甜度是食糖的300倍的甜菊糖，熱量低、對血糖影響甚微，因此在低醣飲食風潮興起下逐漸受到青睞，普遍被用為天然甜味劑。事實上，甜菊在少數國家已經有數十年、甚至數世紀的悠久歷史，例如日本很早就懂得以甜菊添增甜味。然而，也有其他國家由於健康考量或政治因素，禁止或限制甜菊的使用。例如，美國曾在1990年代早期禁止使用甜菊，僅開放膳食補充劑用途，但在2008年認可以甜菊糖苷萃取物作為合法食品添加劑。近年，允許使用甜菊甜精的國家數已有漸增趨勢。

## 历史
早在千百年前，巴拉圭的印第安人就已将甜菊糖作为甜味剂使用。当地人将此种灌木状草本植物称为“KAATA”，意为“甜草”。

## 甜菊健康的好处
甜菊糖是一种天然甜味剂，这使得它成为想控制血糖水平或减肥者的极佳选择。根据一项在南美洲和日本进行的研究，甜菊可调节胰岛素水平，并有助于强化胰腺。这或可降低糖尿病和低血糖的风险。

## 外部連結
- 甜葉菊 Tianyeju （页面存档备份，存于） 藥用植物圖像數據庫 (香港浸會大學中醫藥學院) （繁體中文）
- 甜菊糖風波引發深層思考 （页面存档备份，存于） （繁體中文）
- Stevia 取自甜菊（2013年5月21日) （页面存档备份，存于）